# Englands Fußballer des Jahres
Der Titel Fußballer des Jahres wird in England von zwei verschiedenen Organisationen verliehen. Die englischen Fußball-Journalisten vergeben seit 1948 jährlich die Auszeichnung Football Writers’ Association Footballer of the Year (FWA Footballer of the Year). Die Mitglieder der englischen Profifußballer-Gewerkschaft PFA bestimmen seit 1974 den Titel PFA Players’ Player of the Year und die Wahl des besten Jungprofis (für Spieler bis 23 Jahre) als PFA Young Player of the Year. Darüber hinaus organisiert die PFA seit 2001 jährlich eine Online-Wahl, um auch den englischen Fußballfans die Möglichkeit einzuräumen, ihren Spieler des Jahres zu wählen (PFA Fans’ Player of the Year).
Die genannten Titel können an alle in der Premier League aktiven Spieler – nicht nur an Engländer – vergeben werden. Tatsächlich zeichneten beispielsweise die Journalisten in den zehn Spielzeiten zwischen 1995 und 2004 neunmal ausländische Fußballer aus. Thierry Henry, der acht Jahre für den FC Arsenal spielte, ist bislang der einzige Spieler, der die Auszeichnung drei Mal gewinnen konnte. Cristiano Ronaldo wurde 2007 zum ersten portugiesischen Gewinner und zum ersten Spieler, der alle vier individuellen Auszeichnungen auf einmal abräumte. Auch Gareth Bale gewann 2013 alle Auszeichnungen, wobei jedoch der Fan-Award in diesem Jahr nicht vergeben wurde. Auch zwei deutsche Spieler wurden von den Journalisten gewählt: Der Torhüter Bert Trautmann im Jahr 1956 sowie der damals als „Diver“ bekannte Stürmer Jürgen Klinsmann im Jahr 1995. Zudem wurde Leroy Sané 2018 zum besten Nachwuchsspieler gewählt. 
| Jahr | FWA Footballer of the Year                             | PFA Players’ Player of the Year         | PFA Young Player of the Year          | PFA Fans’ Player of the Year            |
| 2025 | Mohamed Salah (FC Liverpool)                           |                                         |                                       |                                         |
| 2024 | Phil Foden (Manchester City)                           | Phil Foden (Manchester City)            | Cole Palmer (FC Chelsea)              | Cole Palmer (FC Chelsea)                |
| 2023 | Erling Haaland (Manchester City)                       | Erling Haaland (Manchester City)        | Bukayo Saka (FC Arsenal)              | Marcus Rashford (Manchester United)     |
| 2022 | Mohamed Salah (FC Liverpool)                           | Mohamed Salah (FC Liverpool)            | Phil Foden (Manchester City)          | Mohamed Salah (FC Liverpool)            |
| 2021 | Rúben Dias (Manchester City)                           | Kevin De Bruyne (Manchester City)       | Phil Foden (Manchester City)          | Mohamed Salah (FC Liverpool)            |
| 2020 | Jordan Henderson (FC Liverpool)                        | Kevin De Bruyne (Manchester City)       | Trent Alexander-Arnold (FC Liverpool) | Sadio Mané (FC Liverpool)               |
| 2019 | Raheem Sterling (Manchester City)                      | Virgil van Dijk (FC Liverpool)          | Raheem Sterling (Manchester City)     | Eden Hazard (FC Chelsea)                |
| 2018 | Mohamed Salah (FC Liverpool)                           | Mohamed Salah (FC Liverpool)            | Leroy Sané (Manchester City)          | Mohamed Salah (FC Liverpool)            |
| 2017 | N’Golo Kanté (FC Chelsea)                              | N’Golo Kanté (FC Chelsea)               | Dele Alli (Tottenham Hotspur)         | Harry Kane (Tottenham Hotspur)          |
| 2016 | Jamie Vardy (Leicester City)                           | Riyad Mahrez (Leicester City)           | Dele Alli (Tottenham Hotspur)         | Riyad Mahrez (Leicester City)           |
| 2015 | Eden Hazard (FC Chelsea)                               | Eden Hazard (FC Chelsea)                | Harry Kane (Tottenham Hotspur)        | Alexis Sánchez (FC Arsenal)             |
| 2014 | Luis Suárez (FC Liverpool)                             | Luis Suárez (FC Liverpool)              | Eden Hazard (FC Chelsea)              | Luis Suárez (FC Liverpool)              |
| 2013 | Gareth Bale (Tottenham Hotspur)                        | Gareth Bale (Tottenham Hotspur)         | Gareth Bale (Tottenham Hotspur)       | nicht vergeben                          |
| 2012 | Robin van Persie (FC Arsenal)                          | Robin van Persie (FC Arsenal)           | Kyle Walker (Tottenham Hotspur)       | Robin van Persie (FC Arsenal)           |
| 2011 | Scott Parker (West Ham United)                         | Gareth Bale (Tottenham Hotspur)         | Jack Wilshere (FC Arsenal)            | Raul Meireles (FC Liverpool)            |
| 2010 | Wayne Rooney (Manchester United)                       | Wayne Rooney (Manchester United)        | James Milner (Aston Villa)            | Wayne Rooney (Manchester United)        |
| 2009 | Steven Gerrard (FC Liverpool)                          | Ryan Giggs (Manchester United)          | Ashley Young (Aston Villa)            | Steven Gerrard (FC Liverpool)           |
| 2008 | Cristiano Ronaldo (Manchester United)                  | Cristiano Ronaldo (Manchester United)   | Cesc Fàbregas (FC Arsenal)            | Cristiano Ronaldo (Manchester United)   |
| 2007 | Cristiano Ronaldo (Manchester United)                  | Cristiano Ronaldo (Manchester United)   | Cristiano Ronaldo (Manchester United) | Cristiano Ronaldo (Manchester United)   |
| 2006 | Thierry Henry (FC Arsenal)                             | Steven Gerrard (FC Liverpool)           | Wayne Rooney (Manchester United)      | Wayne Rooney (Manchester United)        |
| 2005 | Frank Lampard (FC Chelsea)                             | John Terry (FC Chelsea)                 | Wayne Rooney (Manchester United)      | Frank Lampard (FC Chelsea)              |
| 2004 | Thierry Henry (FC Arsenal)                             | Thierry Henry (FC Arsenal)              | Scott Parker (FC Chelsea)             | Thierry Henry (FC Arsenal)              |
| 2003 | Thierry Henry (FC Arsenal)                             | Thierry Henry (FC Arsenal)              | Jermaine Jenas (Newcastle United)     | Thierry Henry (FC Arsenal)              |
| 2002 | Robert Pires (FC Arsenal)                              | Ruud van Nistelrooy (Manchester United) | Craig Bellamy (Newcastle United)      | Ruud van Nistelrooy (Manchester United) |
| 2001 | Teddy Sheringham (Manchester United)                   | Teddy Sheringham (Manchester United)    | Steven Gerrard (FC Liverpool)         | Steven Gerrard (FC Liverpool)           |
| 2000 | Roy Keane (Manchester United)                          | Roy Keane (Manchester United)           | Harry Kewell (Leeds United)           |                                         |
| 1999 | David Ginola (Tottenham Hotspur)                       | David Ginola (Tottenham Hotspur)        | Nicolas Anelka (FC Arsenal)           |                                         |
| 1998 | Dennis Bergkamp (FC Arsenal)                           | Dennis Bergkamp (FC Arsenal)            | Michael Owen (FC Liverpool)           |                                         |
| 1997 | Gianfranco Zola (FC Chelsea)                           | Alan Shearer (Newcastle United)         | David Beckham (Manchester United)     |                                         |
| 1996 | Éric Cantona (Manchester United)                       | Les Ferdinand (Newcastle United)        | Robbie Fowler (FC Liverpool)          |                                         |
| 1995 | Jürgen Klinsmann (Tottenham Hotspur)                   | Alan Shearer (Blackburn Rovers)         | Robbie Fowler (FC Liverpool)          |                                         |
| 1994 | Alan Shearer (Blackburn Rovers)                        | Éric Cantona (Manchester United)        | Andrew Cole (Manchester United)       |                                         |
| 1993 | Chris Waddle (Sheffield Wednesday)                     | Paul McGrath (Aston Villa)              | Ryan Giggs (Manchester United)        |                                         |
| 1992 | Gary Lineker (Tottenham Hotspur)                       | Gary Pallister (Manchester United)      | Ryan Giggs (Manchester United)        |                                         |
| 1991 | Gordon Strachan (Leeds United)                         | Mark Hughes (Manchester United)         | Lee Sharpe (Manchester United)        |                                         |
| 1990 | John Barnes (FC Liverpool)                             | David Platt (Aston Villa)               | Matthew Le Tissier (FC Southampton)   |                                         |
| 1989 | Steve Nicol (FC Liverpool)                             | Mark Hughes (Manchester United)         | Paul Merson (FC Arsenal)              |                                         |
| 1988 | John Barnes (FC Liverpool)                             | John Barnes (FC Liverpool)              | Paul Gascoigne (Newcastle United)     |                                         |
| 1987 | Clive Allen (Tottenham Hotspur)                        | Clive Allen (Tottenham Hotspur)         | Tony Adams (FC Arsenal)               |                                         |
| 1986 | Gary Lineker (FC Everton)                              | Gary Lineker (FC Everton)               | Tony Cottee (West Ham United)         |                                         |
| 1985 | Neville Southall (FC Everton)                          | Peter Reid (FC Everton)                 | Mark Hughes (Manchester United)       |                                         |
| 1984 | Ian Rush (FC Liverpool)                                | Ian Rush (FC Liverpool)                 | Paul Walsh (Luton Town)               |                                         |
| 1983 | Kenny Dalglish (FC Liverpool)                          | Kenny Dalglish (FC Liverpool)           | Ian Rush (FC Liverpool)               |                                         |
| 1982 | Steve Perryman (Tottenham Hotspur)                     | Kevin Keegan (FC Southampton)           | Steve Moran (FC Southampton)          |                                         |
| 1981 | Frans Thijssen (Ipswich Town)                          | John Wark (Ipswich Town)                | Gary Shaw (Aston Villa)               |                                         |
| 1980 | Terry McDermott (FC Liverpool)                         | Terry McDermott (FC Liverpool)          | Glenn Hoddle (Tottenham Hotspur)      |                                         |
| 1979 | Kenny Dalglish (FC Liverpool)                          | Liam Brady (FC Arsenal)                 | Cyrille Regis (West Bromwich Albion)  |                                         |
| 1978 | Kenny Burns (Nottingham Forest)                        | Peter Shilton (Nottingham Forest)       | Tony Woodcock (Nottingham Forest)     |                                         |
| 1977 | Emlyn Hughes (FC Liverpool)                            | Andy Gray (Aston Villa)                 | Andy Gray (Aston Villa)               |                                         |
| 1976 | Kevin Keegan (FC Liverpool)                            | Pat Jennings (Tottenham Hotspur)        | Peter Barnes (Manchester City)        |                                         |
| 1975 | Alan Mullery (FC Fulham)                               | Colin Todd (Derby County)               | Mervyn Day (West Ham United)          |                                         |
| 1974 | Ian Callaghan (FC Liverpool)                           | Norman Hunter (Leeds United)            | Kevin Beattie (Ipswich Town)          |                                         |
| 1973 | Pat Jennings (Tottenham Hotspur)                       |                                         |                                       |                                         |
| 1972 | Gordon Banks (Stoke City)                              |                                         |                                       |                                         |
| 1971 | Frank McLintock (FC Arsenal)                           |                                         |                                       |                                         |
| 1970 | Billy Bremner (Leeds United)                           |                                         |                                       |                                         |
| 1969 | Tony Book (Manchester City) Dave Mackay (Derby County) |                                         |                                       |                                         |
| 1968 | George Best (Manchester United)                        |                                         |                                       |                                         |
| 1967 | Jack Charlton (Leeds United)                           |                                         |                                       |                                         |
| 1966 | Bobby Charlton (Manchester United)                     |                                         |                                       |                                         |
| 1965 | Bobby Collins (Leeds United)                           |                                         |                                       |                                         |
| 1964 | Bobby Moore (West Ham United)                          |                                         |                                       |                                         |
| 1963 | Stanley Matthews (Stoke City)                          |                                         |                                       |                                         |
| 1962 | Jimmy Adamson (FC Burnley)                             |                                         |                                       |                                         |
| 1961 | Danny Blanchflower (Tottenham Hotspur)                 |                                         |                                       |                                         |
| 1960 | Bill Slater (Wolverhampton Wanderers)                  |                                         |                                       |                                         |
| 1959 | Syd Owen (Luton Town)                                  |                                         |                                       |                                         |
| 1958 | Danny Blanchflower (Tottenham Hotspur)                 |                                         |                                       |                                         |
| 1957 | Tom Finney (Preston North End)                         |                                         |                                       |                                         |
| 1956 | Bert Trautmann (Manchester City)                       |                                         |                                       |                                         |
| 1955 | Don Revie (Manchester City)                            |                                         |                                       |                                         |
| 1954 | Tom Finney (Preston North End)                         |                                         |                                       |                                         |
| 1953 | Nat Lofthouse (Bolton Wanderers)                       |                                         |                                       |                                         |
| 1952 | Billy Wright (Wolverhampton Wanderers)                 |                                         |                                       |                                         |
| 1951 | Harry Johnston (FC Blackpool)                          |                                         |                                       |                                         |
| 1950 | Joe Mercer (FC Arsenal)                                |                                         |                                       |                                         |
| 1949 | Johnny Carey (Manchester United)                       |                                         |                                       |                                         |
| 1948 | Stanley Matthews (FC Blackpool)                        |                                         |                                       |                                         |